# Hackensack
Hackensack (Achkinheshcky) /ackkinkas-hacky = mouth of water/, nekadašnja skupina Unami Indijanaca s rijeka Hackensack i Passaic u New Jerseyu. Njihovo glavno selo bilo je Gamoenapa, često puta nazivano Communipaw, a pripadao im je i teritorij gdje su današnji gradovi Jersey City, Hoboken, dio otoka Staten, Weehawken, Newark, Passaic i drugi. Populacija im je 1643. procijenjena na 1,000, od čega su 300 bili ratnici.